# Astrophysik
Die Astrophysik befasst sich mit den physikalischen Grundlagen der Erforschung von Himmelserscheinungen und ist ein Teilgebiet der Astronomie. Als Erweiterung der klassischen Astronomie (vor allem aus Astrometrie und Himmelsmechanik bestehend) macht sie heute große Bereiche der astronomischen Forschung aus.

## Geschichte

### Ursprung
Viele Historiker datieren den Beginn der Verschmelzung von Astronomie und Physik auf den Anfang des 17. Jahrhunderts, genauer auf die Entdeckung der Keplerschen Gesetze. Einer der Ersten, der offensichtlich der Überzeugung war, dass Johannes Kepler der erste Astrophysiker gewesen sei, war sein langjähriger Lehrmeister und Freund Michael Mästlin. In einem Brief an Kepler schrieb er: „Ich denke man sollte physikalische Ursachen ausser Betracht lassen, und sollte versuchen astronomische Fragen nur nach dem astronomischen Verfahren mit Hilfe von astronomischen, nicht physikalischen, Ursachen und Hypothesen zu erklären. Das heißt, die Berechnungen verlangen eine astronomische Basis im Bereich der Geometrie und Arithmetik.“
Sowohl Kepler als auch Galileo Galilei haben sich intensiv mit den Arbeiten von William Gilbert, einem Arzt und Physiker im England des 17. Jahrhunderts befasst. Gilbert unterschied als Erster eindeutig zwischen Magnetismus und statischer Elektrizität, er untersuchte die elektrische Aufladung an vielen Substanzen und war überzeugt, dass die Erde insgesamt als ein einziger Magnet mit zwei Polen angesehen werden muss. Nach seiner Vorstellung war der Magnetismus die „Seele“ der Erde – woraus er eine ganze „magnetische Philosophie“ entwickelte. Von vielen Wissenschaftlern der damaligen Zeit wurden die Entdeckungen von Kepler, Galileo und Gilbert allerdings nicht ernst genommen. Dies führte zu einer Vernachlässigung ihrer Arbeiten und letztlich dazu, dass noch zwei weitere Jahrhunderte vergehen sollten, bis die alchemistischen Ansichten verlassen wurden.
Die tatsächliche Geburtsstunde der Astrophysik wird heute von vielen Naturwissenschaftlern mit der Bestätigung des kopernikanischen Weltbilds durch Friedrich Wilhelm Bessel und Thomas James Henderson sowie Friedrich Georg Wilhelm Struve im Jahr 1838 mittels der ersten Messungen zu trigonometrischen Sternparallaxen angegeben. Die Sternphotometrie, also die Messung der scheinbaren Helligkeit der Sterne, und die beinahe parallel dazu entwickelte Spektrumanalyse durch Joseph von Fraunhofer, Gustav Robert Kirchhoff und Robert Wilhelm Bunsen bildeten ebenfalls einen Teil der Basis jener Wissenschaft, die heute als Astrophysik bekannt ist. Bereits 1814 entdeckte Fraunhofer dunkle Linien im Spektrum der Sonne, die Fraunhoferlinien, ohne allerdings ihren Ursprung erklären zu können.

„Die eigentliche Astrophysik, d. h. die Erforschung der Sterne mit physikalischen Methoden, begann, als 1859 G. Kirchhoff und G. Bunsen in Heidelberg die Spektrumanalyse sowie die Deutung der Fraunhoferlinien im Sonnenspektrum entdeckten.“

„Schon 1860 formulierte G. Kirchhoff die Grundlagen der Strahlungstheorie, insbesondere den Kirchhoffschen Satz, welcher im thermodynamischen Gleichgewicht die Beziehungen zwischen Emission und Absorption der Strahlung festlegt. Dieser Satz zusammen mit dem Doppler'schen Prinzip {\displaystyle \left({\frac {\Delta \lambda }{\lambda }}={\frac {\nu }{c}}\right)} bildete vierzig Jahre lang das ganze gedankliche Gerüst der Astrophysik.“

### Weitere Entwicklung
Die Feststellungen von Kirchhoff und Bunsen führten schlussendlich zu einer sofortigen Anwendung der neu gewonnenen Technologien durch Astronomen in der Mitte des 19. Jahrhunderts. Bereits 1863 wurden durch Angelo Secchi Studien basierend auf den Erkenntnissen von Kirchhoff und Bunsen veröffentlicht. Auch zwei heute sehr bekannte Astronomen nahmen sich deren Studien an und veröffentlichten in diesem Zeitraum bahnbrechende Arbeiten zur Thematik der Astrophysik: Lewis Morris Rutherfurd aus New York und William Huggins aus London. Bei einer Sonnenfinsternis in Indien am 18. August 1868 entdeckte Pierre Janssen in der Korona der Sonne mit Hilfe der chemischen Beobachtung durch Spektralanalyse ein (damals) noch nicht bekanntes Element: Helium.
Viele bekannte Wissenschaftler setzten sich im Laufe der nächsten Jahre mit wesentlicher physikalischer Grundlagenforschung auseinander und leisteten somit interdisziplinäre Grundlagenforschung für die heute existierende Astrophysik. In seinem Buch Über die Erhaltung der Kraft (1847) formulierte Hermann von Helmholtz den Energieerhaltungssatz detaillierter als Julius Robert von Mayer es 1842 getan hatte und trug so wesentlich zur Anerkennung dieses zunächst sehr umstrittenen Prinzips bei. Damit erbrachte Helmholtz die Grundsätze für die Gravitationsenergie. Antoine Henri Becquerel, der Entdecker der Radioaktivität, legte 1896 den Grundstein für die Messung des Zerfalls von Isotopen. George Howard Darwin, Sohn von Charles Darwin, untersuchte ab 1882 den Effekt der Gezeiten auf das Sonnensystem mit mathematischen Methoden und wurde zu einem anerkannten Experten auf diesem Gebiet. John Joly schlug 1899 eine Methode vor, das Alter der Erde aus dem Natriumgehalt der Ozeane zu bestimmen, aus der Idee heraus, dass dessen Konzentration durch Erosion an Land stetig zunehmen würde. Er schätzte das Alter der Erde danach auf 80 bis 100 Millionen Jahre. 1903 schlug er eine bessere Methode vor, die Abschätzung des Erdzeitalters aus dem radioaktiven Zerfall von Radium (in einem Nature-Artikel). 1907 maß Bertram Boltwood das Alter von Gesteinen durch den radioaktiven Zerfall von Uran zu Blei (Uran-Blei-Datierung).

## Klassische Teilgebiete
- Physikalische Kosmologie (Kosmogonie, Entstehungsgeschichte des Universums)
- Entstehung und Evolution von Sternen
- Sonnenphysik
- Astroteilchenphysik
- Kosmochemie (chemische Evolution der Elemente) und Nukleosynthese
- Gravitationsdynamik (Entstehung und Entwicklung von Galaxien)
- Schwarze Löcher
- Neutronensterne
- Entstehung und Evolution von Planetensystemen (Exoplaneten, Planemos, Braune Zwerge)

## Theoretische Astrophysik
Die Theoretische Astrophysik versucht, anhand von Modellen Himmelserscheinungen vorauszusagen oder nachzubilden. Viele astrophysikalische Prozesse lassen sich durch partielle Differentialgleichungen beschreiben, für die nur in Ausnahmesituationen eine exakte analytische Lösung gefunden werden kann. Eine weit verbreitete Methode in der Astrophysik sind daher numerische Berechnungen (Numerik) und Simulationen, die mit einem üblichen PC (2008) Tage bis Wochen dauern würden. In der Praxis wird daher oft auf Supercomputer oder Cluster zurückgegriffen. Die so gewonnenen Resultate vergleicht man mit Beobachtungen und überprüft, ob sie übereinstimmen.
Die Theoretische Astrophysik beschäftigt sich unter anderem mit der Allgemeinen Relativitätstheorie, dem Sternaufbau, dem Strahlungstransport, und der Formation von Sternen und Magnetohydrodynamik.

## Beobachtende Astrophysik

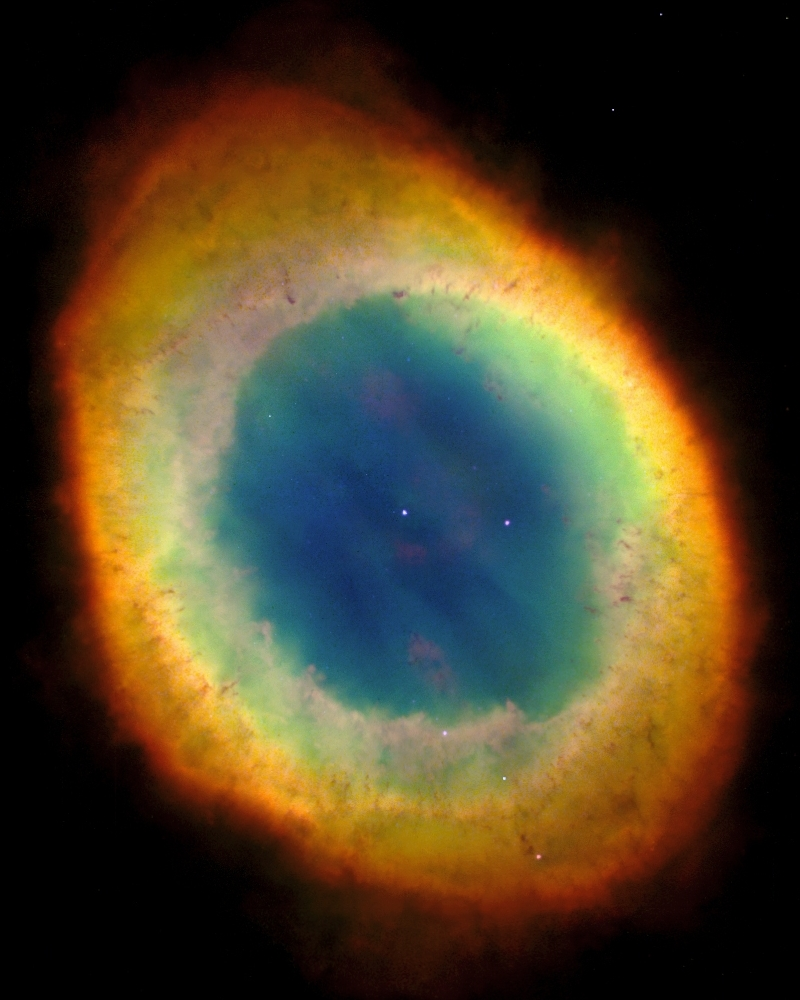
M 57, planetarischer Nebel

Die wichtigste Methode ist dabei die Spektralanalyse der elektromagnetischen Strahlung, wobei sich der Beobachtungsbereich von langwelligen Radiowellen (Radioastronomie) bis zu kurzwelligen und damit hochenergetischen Gammastrahlen über etwa 20 Zehnerpotenzen erstreckt. Von der Erde aus können außer sichtbarem Licht die Frequenzbereiche von Radiowellen und einige Teile des Infrarotbereichs beobachtet werden. Der größte Teil des infraroten Lichts, ultraviolettes Licht, sowie Röntgenstrahlung und Gammastrahlung können nur von Satelliten aus beobachtet werden, da die Erdatmosphäre als Filter wirkt.
Klassifiziert man Sterne nach Spektralklassen und Leuchtkraftklassen, können sie in ein Hertzsprung-Russell-Diagramm (HRD) eingetragen werden. Die Lage im HRD legt fast alle physikalischen Eigenschaften des Sterns fest.
Zur Entfernungsbestimmung kann man das Farben-Helligkeits-Diagramm (FHD) benutzen.
Neben einzelnen Sternen werden vor allem Galaxien und Galaxienhaufen beobachtet. Hierfür werden erdgebundene Teleskope – oft auch zu Clustern zusammengeschaltet – wie z. B. HEGRA, sowie Weltraumteleskope wie etwa das Hubble-Weltraumteleskop benutzt. Häufig werden auch Satelliten mit Detektoren und Teleskopen gestartet.
Daneben interessieren sich Astrophysiker auch für den kosmischen Strahlungshintergrund.

## Laborastrophysik
Lange Zeit kannte die Astrophysik so gut wie keine Laborexperimente. Die Entwicklung neuer, leistungsfähiger Teleskope ab der Jahrtausendwende führte aber letztlich zum Entstehen des Teilgebiets der Laborastrophysik. Diese erzeugt und untersucht bislang unbekannte Moleküle. Auf Grundlage der im Labor gewonnenen Spektrogramme und mithilfe großer Radioteleskope lassen sich diese Moleküle dann in interstellaren Gaswolken nachweisen. Dadurch wiederum lässt sich auf chemische Prozesse rückschließen, die dort etwa bei Sternengeburten stattfinden. Laborastrophysikalische Forschergruppen gibt es weltweit nur rund 20, in Deutschland an der Universität Kassel, der Friedrich-Schiller-Universität Jena und der Universität zu Köln.
Des Weiteren gibt es Labore, die sich mit der Entstehung von Planeten befassen, wie die Universität Braunschweig und die Universität Duisburg-Essen. Neben Simulationen an Computern zur Kollision und Wachstum von Staubpartikeln werden hier auch einige Laborexperimente durchgeführt, die unter anderem dann auch in Schwerelosigkeit fortgeführt werden.

## Verhältnis zu anderen Teilgebieten der Physik
Die Astrophysik ist prinzipiell auf Beobachtungen und Messungen angewiesen, denn konstruierte Experimente sind wegen der Größe der Forschungsobjekte und der Nichtreproduzierbarkeit einmaliger kosmologischer Ereignisse (Urknall) ausgeschlossen. Viele dieser Messungen haben aufgrund ihrer Kleinheit (z. B. Objektgrößen oder Winkelabstände) einen großen relativen Fehler. Daraus indirekt bestimmte Größen (z. B. Sternmassen, -alter oder -entfernungen) sind dementsprechend mit hohen Ungenauigkeiten verbunden. Bei anderen Messungen, wie z. B. Spektroskopie der Sternatmosphären oder Radar-Messungen zum Mond oder im Vorbeiflug an Objekten, oder durch statistische Methoden (viele unabhängige Messungen) lassen sich jedoch auch hohe Genauigkeiten erreichen.
Trotz dieser grundsätzlichen Verschiedenheit zu allen anderen physikalischen Teildisziplinen nutzen Astrophysiker Methoden und Gesetzmäßigkeiten aus anderen Gebieten der Physik, insbesondere aus der Kern- und Teilchenphysik (etwa Detektoren zur Messung bestimmter Teilchen bei bestimmten Energien) oder beginnen, die Nukleare Astrophysik zu entwickeln. In der Theoretischen Astrophysik hingegen ist die Anlehnung an die Plasmaphysik besonders eng, da sich viele astronomische Erscheinungen wie etwa Sternenatmosphären oder Materiewolken in guter Näherung als Plasmen beschreiben lassen.
Die Astrophysik, insbesondere die Theoretische Astrophysik, greift auch oft auf Methoden der Statistischen Mechanik beziehungsweise der Thermodynamik zurück. Auch spielt die Quantenmechanik eine wichtige Rolle.